# هاليد لواليوا
هاليد لواليوا (بالإنجليزية: Halid Lwaliwa)‏ (22 أغسطس 1996 بأوغندا - ) هو لاعب كرة قدم أوغندي في مركز الدفاع يلعب في نادي العين السعودي.

## روابط خارجية
- هاليد لواليوا على موقع قاعدة بيانات كرة القدم.إي يو (الإنجليزية)
- هاليد لواليوا على موقع ناشيونال فوتبول تيمز (الإنجليزية)
- هاليد لواليوا على موقع Soccerway.com (الإنجليزية)
- هاليد لواليوا على موقع عالم كرة القدم.نت (الإنجليزية)